# Шатрищенська сільська рада
Шатри́щенська сільська́ ра́да — колишній орган місцевого самоврядування в Ямпільському районі Сумської області. Адміністративний центр — село Шатрище.

## Загальні відомості
- Населення ради: 1 014 особи (станом на 2001 рік)

## Населені пункти
Сільській раді підпорядковані населені пункти:
- с. Шатрище
- с. Деражня
- с. Папірня
- с. Скобичівське

## Склад ради
Рада складається з 16 депутатів та голови.
- Голова ради: Ніконов Геннадій Олександрович
- Секретар ради: Лиховид Галина Миколаївна

### Керівний склад попередніх скликань
| Прізвище, ім'я, по батькові    | Основні відомості                                                               | Дата обрання | Дата звільнення |
| ------------------------------ | ------------------------------------------------------------------------------- | ------------ | --------------- |
| Ніконов Геннадій Олексндрович  | Сільський голова, 1966 року народження, безпартійний                            | 26.03.2006   | 31.10.2010      |
| Ніконов Геннадій Олександрович | Сільський голова, 1966 року народження, освіта середня спеціальна, безпартійний | 31.10.2010   |                 |

Примітка: таблиця складена за даними сайту Верховної Ради України